# Aplexa
Aplexa is een geslacht van weekdieren uit de klasse van de Gastropoda (slakken).

## Soorten
- Aplexa hypnorum (Linnaeus, 1758)
- Aplexa jaimei (Hermite, 1879) †
- Aplexa marmorata (Guilding, 1828)
- Aplexa subhypnorum Gottschick, 1920 †